# Доктор-Джей-Эс-Морока
Доктор-Джей-Эс-Морока (Dr JS Moroka) — местный муниципалитет в районе Нкангала провинции Мпумаланга (ЮАР). Административный центр — Сиябусва. Муниципалитет назван в честь Джеймса Себе Мороки, который был президентом Африканского национального конгресса в 1949—1952 годах.